# Suzanne Crémieux

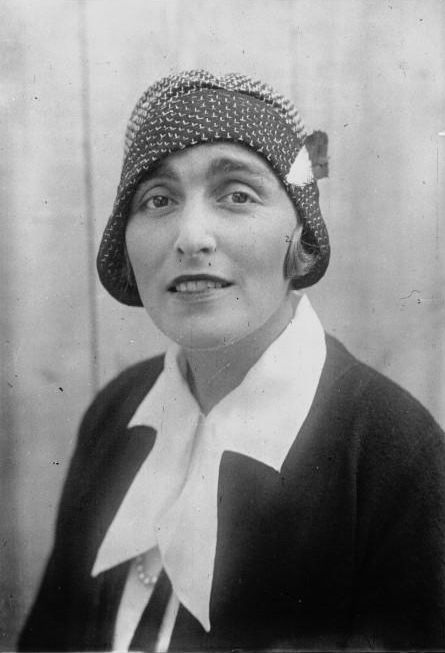
Suzanne Crémieux (Schreiber), 1929

Suzanne Fernande Soltana Crémieux (verheiratete Schreiber; * 29. Juni 1895 in Paris; † 11. Juli 1976 ebenda) war eine französische Politikerin der Parti radical und Frauenrechtlerin. Sie war von 1948 bis 1955 Mitglied des Conseil de la République und von 1959 bis 1976 Mitglied des französischen Senats.

## Leben und Karriere
Die Tochter von Senator Fernand Crémieux verbrachte ihre Kindheit im südfranzösischen Département Gard. Als junge Erwachsene war sie in zahlreichen Organisationen engagiert, unter anderem zur Gleichberechtigung von Frauen. Nach ihrer Hochzeit mit Robert Servan-Schreiber, Herausgeber der Wirtschaftszeitung Les Échos, im Jahr 1916 trug sie den Nachnamen Schreiber. Das Paar hatte drei Kinder. Ihr Sohn Jean-Claude Servan-Schreiber wurde Politiker und Abgeordneter in Paris. Ihre Tochter Marie-Claire wurde Journalistin und heiratete später den Premierminister Pierre Mendès France.
Suzanne Schreiber arbeitete als Journalistin. 1924 trat sie der linksliberalen Parti radical bei, der bereits ihr Vater angehörte, 1928 wurde sie in den Leitungsausschuss der Partei gewählt. Daneben engagierte sie sich mit der Union française pour le suffrage des femmes (UFSF) für das Frauenwahlrecht (das in Frankreich erst 1925 auf kommunaler und 1944 auf nationaler Ebene eingeführt wurde), sie war Vorsitzende einer medizinischen Hilfsorganisation für Studenten und 1928 Mitbegründerin des Centre national d'information sociale. Zu Beginn der 1930er-Jahre war sie Delegierte beim Völkerbund.
Ab 1938 arbeitete sie im Leitungsstab des Gesundheitsministers Marc Rucart, wo sie sich hauptsächlich mit Fragen des Mutter- und Kinderschutzes befasste. Nach Ausbruch des Zweiten Weltkriegs war sie für die Evakuierung von Kindern aus dem Raum Paris zuständig. Nach der Machtübernahme durch Marschall Pétain und dem deutsch-französischen Waffenstillstand im Juni 1940 gehörte Schreiber zu einer großen Gruppe von Politikern, die das Pétain-Regime ablehnten und auf dem Passagierdampfer Massilia nach Casablanca fuhren. Während des Krieges ließ sich das Ehepaar Schreiber scheiden und sie nahm wieder ihren Geburtsnamen an.
Nach der Befreiung Frankreichs wurde Crémieux stellvertretende Parteivorsitzende der Parti radical. Sie trat 1946 als Kandidatin der Radikalen im Département Gard zu den Wahlen sowohl zur Nationalversammlung als auch zum Conseil de la République (Oberhaus des Parlaments, umgangssprachlich auch Senat genannt) an, verlor aber bei beiden. Zwei Jahre später wurde sie jedoch zur Senatorin gewählt und schloss sich der Fraktion des bürgerlichen Rassemblement des gauches républicaines (RGR) an. Sie gehörte dem Ausschuss für die Überseegebiete an und wurde 1951 zur stellvertretenden Vorsitzenden des Ausschusses für das allgemeine Wahlrecht. 1955 verlor sie ihren Senatssitz. Sie gehörte danach aber bis 1958 dem Parlament der Union française (bestehend aus dem französischen Mutterland und seinen früheren Kolonien) an.
Nach Gründung der Fünften Republik konnte sie 1959 wieder in den Senat einziehen, wo sie in der Fraktion Gauche démocratique („demokratische Linke“) saß und dem Kulturausschuss angehörte. Damals war sie eine von nur fünf weiblichen Senatoren. Fortan wurde sie mehrfach wiedergewählt und behielt ihr Mandat bis zu ihrem Tod im Jahr 1976. Daneben hatte sie zahlreiche Ehrenämter inne, unter anderem war sie Vorsitzende der nationalen Liga gegen den Krebs im Département Gard. Außerdem hatte sie den Vorsitz der Senatorengruppe für französisch-britische Freundschaft. Im Amt folgte ihr Maurice Fontaine.

## Auszeichnungen
- Ritter der Ehrenlegion
- Kommandeur des Ordre de la Santé publique
- Médaille d’honneur des épidémies (vergoldetes Silber)
- Medaille der Académie nationale de médecine
- Dame of the British Empire (1972)[3]